# Esteri Tebandeke
Esteri Tebandeke (sinh ngày 16 tháng 5 năm 1984) là một diễn viên điện ảnh và diễn viên sân khấu, vũ công và nghệ sĩ thị giác người Uganda. Cô tốt nghiệp Trường Nghệ thuật và Mỹ thuật Margaret Trowell tại Đại học Makerere.
Cô đã đóng vai trong các phim Sins of the Parents (2008), Master on Duty (2009), Queen of Katwe (2016) và Her Broken Shadow (2016) sẽ là bước đột phá đầu tiên của cô trong lĩnh vực khoa học viễn tưởng.

## Cuộc sống và giáo dục ban đầu
Esteri sinh ra ở Kampala, Uganda và là người gốc Teso. Cô là con thứ sáu trong số tám đứa con và gia đình cô đã sống ở Uganda. Esteri theo học trường trung học St. Joseph's Girl ở Uganda và diễn xuất trong các vở kịch của trường và tham gia biểu diễn múa.

## Nghề nghiệp

### Khiêu vũ
Esteri bắt đầu làm việc như một vũ công đương đại vào năm 2008 và đã biểu diễn với nhiều công ty khiêu vũ khác nhau ở Uganda là Keiga Dance Company, công ty khiêu vũ Stepping Stones, Mutumizi dance Company, Guerrilla Dance Company.
Cô đã tổ chức biểu diễn tại các nền tảng nghệ thuật khác nhau: Tuần lễ múa Uganda, Liên hoan truyền vũ điệu (cả hai chương trình khiêu vũ đương đại hàng năm), Liên hoan Nghệ thuật Quốc tế Bayimba và Lễ hội Quốc tế Umoja - ban đầu là một sinh viên và một giáo viên trong 3 năm - đề cập đến một vài. Công việc của cô không chỉ giới hạn ở Uganda mà cô còn tham gia vào các dự án ở Kenya, Rwanda, Madagascar, Nam Phi, Tanzania, Hoa Kỳ và Ethiopia. Cô đã biểu diễn tại La Mama ở New York vào năm 2012, Artwater Village Theatre vào năm 2013 và New Orleans Fringe vào năm 2014.

### Kịch nghệ
Cô đã là một diễn viên từ năm 2008 biểu diễn trong một loạt các vở kịch và phim ở Uganda. Kịch đầu tay của cô, Lion và The Jewel nơi cô đóng vai Sidi được Kaya Kagimu Mukasa đạo diễn.